# Biestraat
Biestraat is een buurtschap  in de gemeente Gilze en Rijen in de Nederlandse provincie Noord-Brabant. Het ligt iets ten westen van het dorp Gilze, iets ten zuiden van de buurtschap Verhoven.

## Sport
Op zondag 21 augustus 2022 liep de route van de derde etappe (van Breda naar Breda) van de Ronde van Spanje 2022 door Biestraat.
Dorpen: Gilze · Hulten · Molenschot · Rijen

Buurtschappen: Biestraat · Bolberg · Hooge Aard · Horst · Langereit · Nerhoven · Raakeind · Verhoven · Vossenberg · Weilerseind

Noord-Brabant: Steden en dorpen      Nederland: Provincies · Gemeenten